# Muro de los Arteos
Muro de los Arteos (en griego; Ἀρταίων τεῖχος) era una antigua ciudad de la costa de la Propóntide de Asia Menor.
Según el historiador Crátero, se ubicaba a orillas del río Ríndaco.
La palabra Arteo era de origen persa pero la ciudad perteneció a la liga de Delos puesto que aparece en el registro de tasación de tributos a Atenas de los años 425/4 y 422/1 a. C. donde tenía que pagar un phoros de 1000 dracmas.
Se ha sugerido que podría ser la misma ciudad que Plinio el Viejo menciona con el nombre de Ariace pero la mayoría de la crítica considera que la Ariace de Plinio debe identificarse con la ciudad de Artace.